# 糖尿病
糖尿病（拉丁語：diabetes mellitus，缩写为，简称）是以持續性高血糖為特點的内分泌疾病。患者的胰脏沒有製造出足夠的胰岛素，或身體細胞對胰島素欠反應，引起統稱為「三多一少」的症狀—— 多尿、多渴、多食、體重減少。未經妥善控制的糖尿病可導致心血管病变、视网膜病变、 腎病变、周邊神經病變等多種併發症。它在每年促成了約340萬人死亡，當中約160萬例可直接歸因於未經妥善控制的糖尿病。
1型和2型糖尿病佔了糖尿病個案中的絕大多數。1型糖尿病常以注射胰島素的方式管理；2型糖尿病則可透過調整生活型態和使用雙胍類等抗糖尿病藥來管理。部分孕婦會患上妊娠糖尿病，在胎兒出產後他們的血糖值多會回復正常。1型糖尿病是一種自體免疫性疾病，多於患者出生或幼年時發病。他們的免疫系統破壞了製造胰岛素的胰島β細胞。2型糖尿病患者的體細胞對胰島素產生抗性，因此葡萄糖會難以吸收到細胞當中，在血液中累積。此外，糖尿病可由某些特定原因引起，像是基因（新生兒糖尿病和青少年發病的成人型糖尿病等單基因糖尿病）、胰腺炎等影響胰臟的疾病、糖皮质激素等藥物和化學物質。
在1990年至2022年期間，全球確診糖尿病的人數呈上升趨勢——由約2億人升至8.3億人。它的男女患病率接近，每9個成年人就有1個受糖尿病影響，當中大多數（>90%-95%）為2型糖尿病。有關數字的升幅在低收入及中收入國家中相對較顯著。在全球，糖尿病估計花費約600億美元的年保健成本，並在死亡原因中位居第八位。

## 症狀與體徵

糖尿病的常見症狀

糖尿病的常見症狀統稱為「三多一少」——多尿、多食、多渴、體重減少。此外也有可能出現其他非特異性症狀，像是疲弱、視力模糊、精液或尿液有甜味、念珠菌感染引起的生殖器瘙癢。約一半受影響人士沒出現任何症狀。一型糖尿病的症狀出現得較突然，而二型則可以多年無症狀。
糖尿病酮症酸中毒是常見於一型糖尿病的急性併發症，不過若二型患者患病多年或擁有嚴重的β細胞功能失常，那麼也有機會出現這種併發症。當中過度生成的酮體會引起噁心、嘔吐、腹痛、呼氣有丙酮味、库斯莫呼吸等症狀或體徵，嚴重者或會神志不清。此外，嚴重高血糖所引起的脫水會導致另一種急性併發症——高渗性高血糖状态。它會令人血液中的鈉離子濃度過高，最終導致神志不清，嚴重者或會昏迷。
低血糖是因胰島素治療而引起的常見副作用。較輕微的低血糖會引起排汗量增加、顫抖、心悸等表現；嚴重者則會令人譫妄、精神混亂、癲癇發作、昏迷。因此而死亡的情況較罕見。重複性的低血糖事件可能令出現症狀的閾值下降，即在低血糖開始時該些輕微的症狀可能不會出現，直到認知能力減弱。

### 長期併發症
主要的糖尿病長期併發症跟大血管及小血管受損有關。糖尿病令心血管疾病的風險增加了一倍，約75%糖尿病患者死於冠狀動脈疾病。其他跟糖尿病大血管病變有關的併發症有中風和周邊動脈阻塞。
糖尿病小血管病變會影響眼睛、腎臟、神经。處於工作年齡之人士最常因糖尿病视网膜病变而失明。除此之外，糖尿病小血管病變也會令人患上白内障和青光眼。糖尿病患者應每年進行一次眼科檢查。
糖尿病腎病佔慢性肾病個案中的一大比例，美國超過一半的肾脏透析個案都可歸因於糖尿病腎病。糖尿病周邊神經病變則會引起感覺缺失、神經性疼痛、 自主神经紊乱 （以直立性低血壓、腹瀉、勃起功能障碍的方式呈現）等問題。對創傷的痛覺受損可引起足部問題（像是潰瘍），它是最常見的非創傷性下肢截肢原因。
聽覺受損亦是跟一型糖尿病有關的長期併發症。二型糖尿病則跟胆结石存有潛在因果關係。糖尿病亦跟認知缺陷有關——多項研究顯示糖尿病患者有較高風險出現認知能力下降，下降速度亦比非糖尿病患者高。糖尿病中年患者日後患上失智症的風險會增加。不过對於較年老發病的糖尿病患者而言，這一風險尚不明確。患有糖尿病的老年人較容易出現跌倒的情況，特別是需接受胰島素治療的患者。

## 分類
| 特征                  | 第1型糖尿病                        | 第2型糖尿病        |
| --------------------- | ---------------------------------- | ------------------ |
| 發病                  | 突發                               | 逐漸               |
| 发病年龄              | 任何年齡。多數在兒童或青少年期發病 | 多見於成人         |
| 體型                  | 瘦或正常                           | 通常為肥胖         |
| 併發糖尿病酮症酸中毒  | 常見                               | 罕見               |
| 自身抗体              | 普遍存在                           | 沒有               |
| 內源性胰島素          | 低或無                             | 正常、減少或增加   |
| 遗传度                | 0.69-0.88                          | 0.47-0.77          |
| 患病率 （年齡標準化） | 每1,000人中<2例                    | 女：約5%；男：約6% |

世界卫生组织把糖尿病分為6種類型：1型糖尿病、2型糖尿病、 混合型糖尿病（包括成人隱匿遲發性自體免疫糖尿病和酮症傾向2型糖尿病）、妊娠期首次发现的高血糖、特殊类型糖尿病、未分类糖尿病。部分患者可能同時患上不同類型的糖尿病。

### 1型
1型糖尿病佔了糖尿病整體個案的5至10%，是20歲以下者最常診斷出的糖尿病類型。不過，由於也有在成年發病的例子，所以過去用於代指1型糖尿病的用語「幼年糖尿病」（juvenile-onset diabetes）已不再使用。它的主要特點是製造胰島素的胰島β細胞受損，導致胰島素嚴重缺乏。若把它進一步細分的可分成「免疫媒介性」及「特發性」兩種亞型。大多數1型糖尿病是因為胰島β細胞受到T细胞介導的自體免疫反應破壞而引起。患者常會在治療前出現明顯的高血糖症狀。 

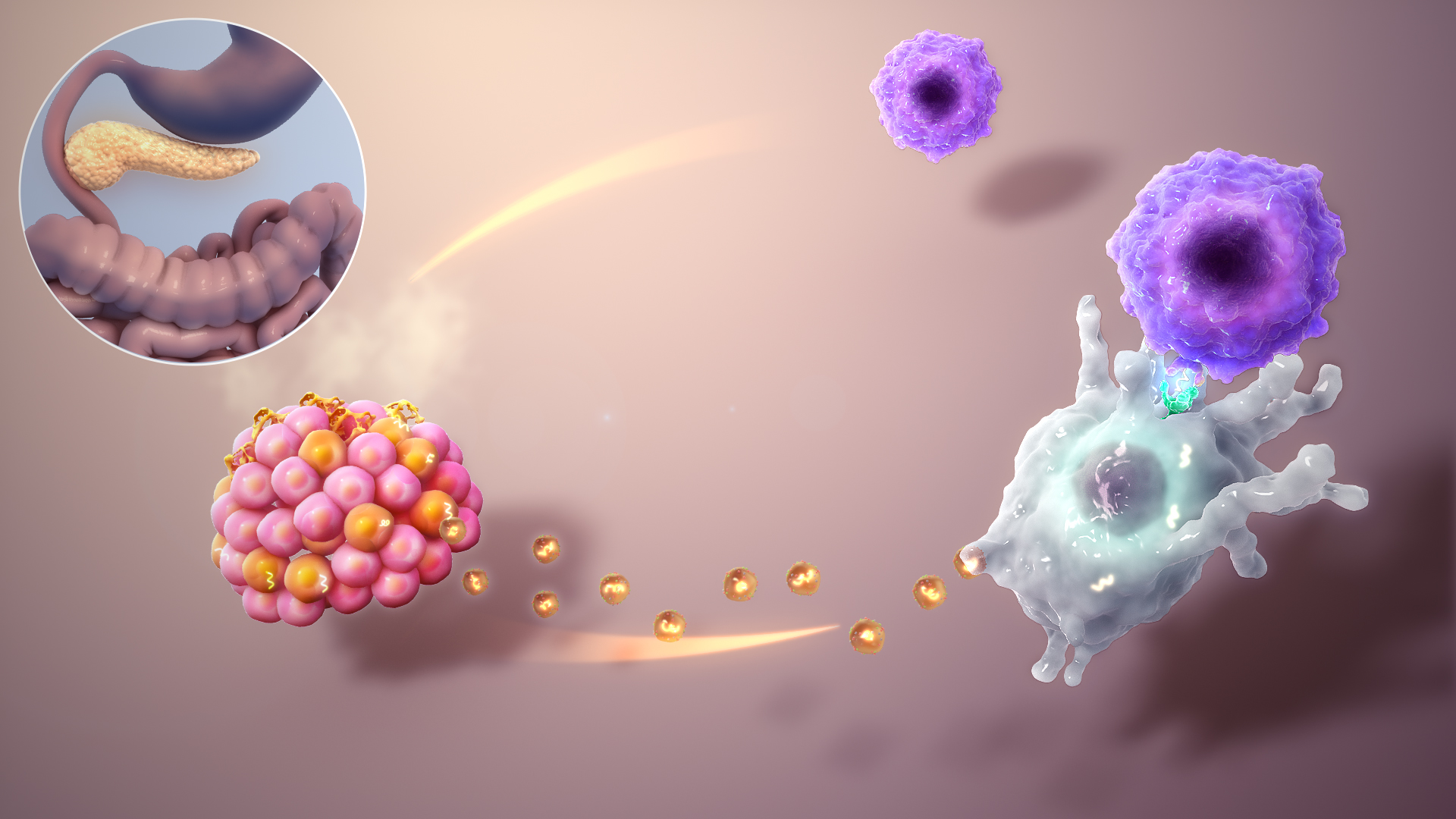
胰島B細胞受到自體免疫反應破壞為大多一型糖尿病的成因

1型糖尿病在一定程度上受遺傳因子影響，如部分HLA基因型會增加患上1型糖尿病的風險。對於該些在遗传上具易感性的人而言，若遇上特定的環境因子（如病毒感染和特定飲食方式），那麼就會患上1型糖尿病。部分病毒已成為引起上述過程的懷疑對象，但欠缺足夠而強力的證據支持它們是1型糖尿病的風險因子。
任何年紀的人都有機會患上1型糖尿病，一些人在成年期期間確診。成人隱匿遲發性自體免疫糖尿病（LADA）是成年1型糖尿病下的一種子類型。與兒童時期發病的1型糖尿病相比，它的發展相對較慢。因此，非正式情況下它有時會被稱為「1.5型糖尿病」。LADA患者常被誤診為2型糖尿病，特別是當年紀放在診斷主要考慮點的情況下。

### 2型

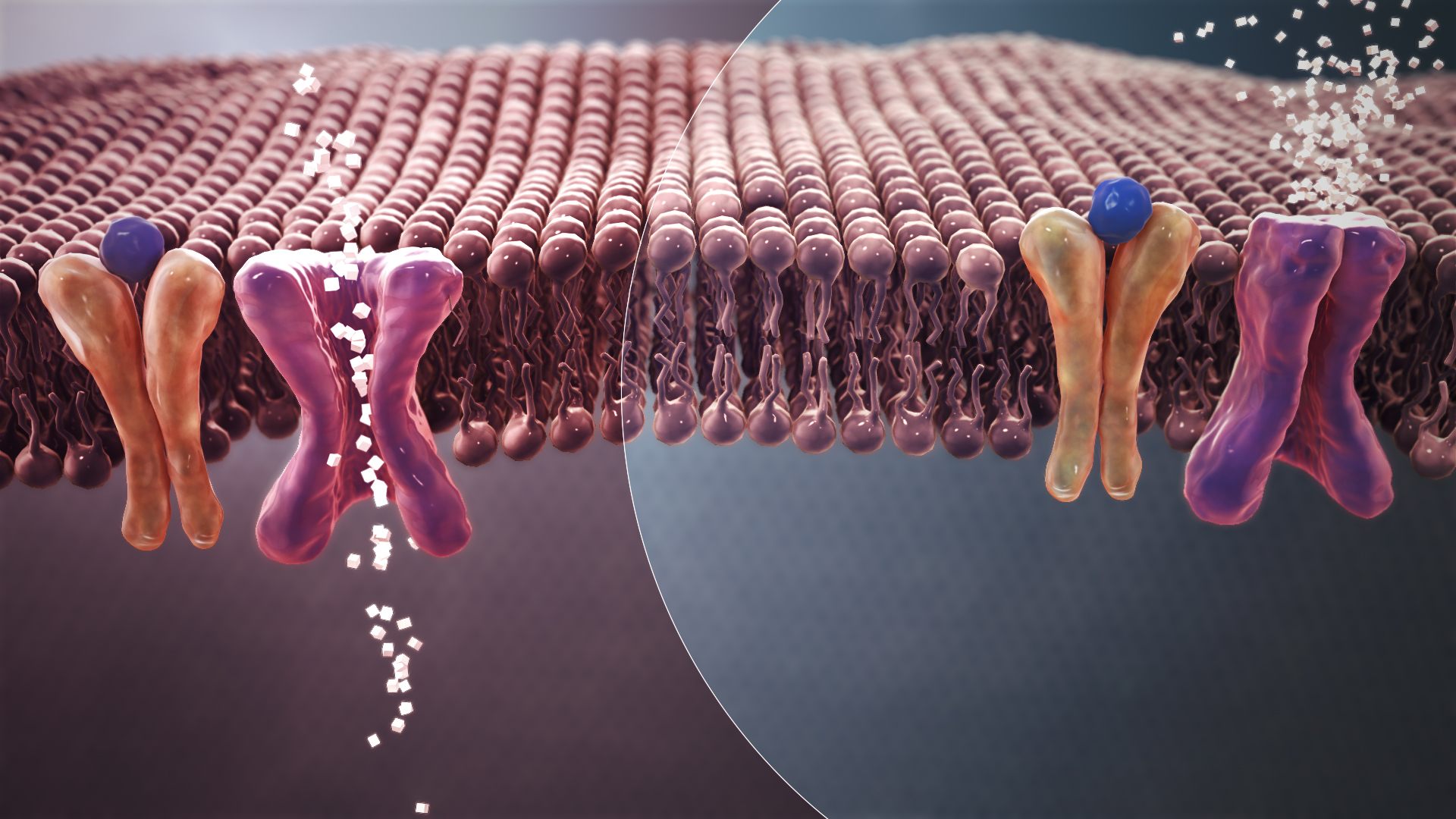
胰岛素抵抗和胰島素分泌不足共同促成了2型糖尿病

2型糖尿病的主要特點為胰岛素抵抗及胰島素分泌不足。身體組織上的胰島素受體在上述過程中扮演了重要角色。2型糖尿病是最常見的糖尿病類型，佔了整體糖尿病個案90%-95%以上。很多二型糖尿病患者在符合二型糖尿病的診斷標準之前會先經歷糖尿病前期階段（即空腹血糖障礙或糖耐量受損）。糖尿病前期人士可以透過改變生活方式及使用抗糖尿病药，來減慢或逆轉其發展。
二型糖尿病主要跟患者的生活方式和遺傳因素有關。 肥胖（BMI>30）、缺乏體力運動、飲食不良、壓力等生活方式因素都會增加患上二型糖尿病的機會。30%華裔和日裔患者、60-80%歐裔和非裔患者、100%印第安人和太平洋島民患者出現體脂過高的情況。即使有部分二型糖尿病患者不符合肥胖的定義，但他們的腰臀比也相對較高。
經常飲用含糖飲料跟二型糖尿病的風險增加有關。此外飲食當中的脂肪類型也會影響患病風險，飽和脂肪和反式脂肪會令風險增加，多不飽和脂肪酸和單不飽和脂肪酸則會降低風險。食用過多白米也會增加患上糖尿病的風險，當中又以華裔和日裔人口的風險為高。
虐待、疏忽照顧、家庭困難等童年期不良經歷會增加日後患上二型糖尿病的機會約32%，當中又以疏忽照顧的影響較高。抗精神病药、选择性5-羟色胺再摄取抑制剂（SSRI）、5-羟色胺和去甲肾上腺素再摄取抑制剂（SNRI）的副作用（代謝及血脂异常和體重增加）也是潛在風險因子。

### 妊娠糖尿病
妊娠糖尿病與二型糖尿病存有相似之處，兩者的主要特點都是胰島素抵抗或胰島素分泌不足。約2-10%的妊娠個案會患上妊娠糖尿病。它在胎兒出產後可能會改善或消失。孕婦在孕期的第24至28週應開始進行妊娠糖尿病篩檢。在第二至第三孕期期間，擁有胰島素對抗作用的激素水平會在體內升高，故妊娠糖尿病常會在這段期間確診。不過，約5–10%出現妊娠糖尿病的孕婦在懷孕過後會被診斷出患有其他類型的糖尿病，當中又以二型較為常見。妊娠糖尿病可以完全治癒，但需要在懷孕期間進行密切醫學監察。妊娠糖尿病的管理方式有改善飲食習慣及監察血糖，部分情況下需使用胰島素。
雖然妊娠糖尿病可能對孕婦有短期影響，但在沒得到妥善控制的情況下，它有機會影響母親及胎兒的健康，包括令嬰兒出生時體重特別重、心臟及中樞神經系統異常、骨骼肌畸形。若胎兒血液內擁有相對較高的胰島素水平，則可能令表面活性剂的生成受阻，引起新生儿呼吸窘迫综合征。在較嚴重的個案當中，妊娠糖尿病所引起的血管受損會令胎盘灌注不良，最終導致死產。若出現明顯的胎兒窘迫，那麼有可能需要剖宫产。此外受妊娠糖尿病影響而出現的巨大胎儿會增加出產時發生肩難產的風險。
擁有妊娠糖尿病病史的女性於日後擁有較大風險患上二型糖尿病。因此，他們應進行篩檢，並配合均衡飲食、改善生活方式、藥物介入等手段來延緩或防止二型糖尿病的發病。

### 青少年發病的成人型糖尿病
青少年發病的成人型糖尿病（MODY）是因單基因突變而引起的糖尿病，在整體糖尿病個案中屬罕見。患者的胰島素製造能力因基因突變而出現缺陷。它較上述三種糖尿病類型更為罕見，佔整體個案約1–2%。它的命名與有關其本質的早期假說有關。因為它屬單基因突變而引起的疾病，因此具體表現及嚴重程度會因具體基因缺陷的情況而異。它至少可再分為14種亞型。MODY患者通常能在不使用胰島素的情況下控制血糖。

### 其他類型
一些人只因為身體組織受體不能有效回應胰島素水平升跌（但胰島素水平正常），而患上糖尿病。不過這較為罕見。常染色體或線粒體的基因變異可令胰島β細胞功能受損。慢性胰腺炎等有機會引起胰臟嚴重受損的疾病也會導致糖尿病。部分疾病跟擁有胰島素對抗作用的激素水平升高有關，因此也會引起糖尿病（在去除激素影響下，一般會回復正常的血糖水平）。一些藥物會阻礙胰島素分泌或加強體細胞的胰岛素抵抗，也有一些有毒物質會破壞胰島β細胞。一些人可能發展出雙重糖尿病，即患上一型糖尿病後再產生胰島素對抗性。這可能跟家族病患史、不良的生活習慣、胰島素治療的副作用有關。
下表列出了可能增加糖尿病患病風險的疾病、手術、藥物：
- 因基因變異而引起的β細胞功能缺陷
  - 青少年發病的成人型糖尿病
  - 線粒體DNA變異
- 引起胰島素製造或功能缺陷的基因變異
  - 胰島素原（英语：Proinsulin）轉化缺陷
  - 胰島素基因變異
  - 胰島素受體變異
- 胰外分泌缺陷
  - 慢性胰腺炎
  - 胰腺切除術（英语：Pancreatectomy）
  - 胰臟癌
  - 囊腫性纖維化
  - 血色沉著病
  - 纖維鈣化性胰臟病變（英语：Fibrocalculous pancreatopathy）

- 内分泌疾病
  - 生長激素過度分泌（肢端肥大症）
  - 庫興氏症候群
  - 甲状腺功能亢进症
  - 甲狀腺功能低下症
  - 嗜铬细胞瘤
  - 胰高血糖素瘤（英语：Glucagonoma）
- 感染
  - 巨細胞病毒感染
  - 柯薩奇病毒B組感染
- 藥物
  - 糖皮质激素
  - 甲状腺激素
  - Β肾上腺素受体激动药
  - 他汀類[81]

## 病理生理學

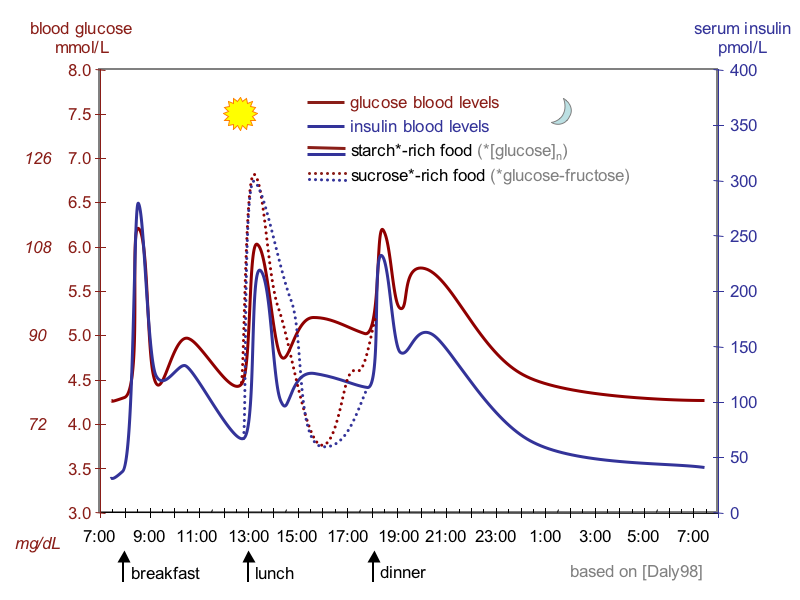
在一天三餐的情況下，血糖（紅線）及胰岛素（藍線）水平在人類體內的變化。此外圖中也顯示了高糖與高淀粉飲食的差異

胰岛素的主要作用為調節血糖——它能促使血液中的葡萄糖進入肝臟、脂肪、肌肉等身體各部分的細胞。因此，糖尿病的主要病理為胰島素缺乏或胰島素受體不敏感。
人體主要從三種途徑獲得葡萄糖：從消化道中吸收食物的成分、把肝臟儲存的糖原分解、把體內的非碳水化合物物質轉化成葡萄糖（糖异生）。人體必須利用胰岛素調節血糖水平。它能抑制糖原分解及糖異生的過程、促使葡萄糖進入肌肉及脂肪細胞、刺激肝臟把葡萄糖以糖原的形式儲存。
一般人在進食能夠被身體吸收的碳水化合物後，胰岛的β細胞會因應血糖升高而釋放更多胰岛素至血液，促使約66%的體細胞吸收血液中的葡萄糖。在該些細胞當中，葡萄糖是維持正常功能的能量來源及其他分子的轉化原料。當血糖水平相對較低時，β細胞會釋出較少的胰岛素，同時胰腺會釋放胰高血糖素。它會促使糖原轉化成葡萄糖，與胰島素作用相反。
在體內胰島素製造不足、細胞對胰島素的反應不足（胰岛素抵抗）、胰島素本身存有缺陷的情況下，細胞便不能有效地吸收血糖，最終引起持續性高血糖和蛋白質合成速度減慢等代謝紊亂問題。若胰島素絕對缺乏，那麼亦有機會併發酸中毒。
持續性高血糖會令腎臟不能重吸收所有葡萄糖，於是它們便需透過尿液排出體外。在此一情況下，尿液中的葡萄糖會增加該液體的滲透壓，令腎臟重吸收水份的能力受損，排尿量因而增加（多尿），加快水分流失。上述過程會令血容量下降，其他身體細胞及腔室的水分因而滲透到血液中，令人脱水及過度口渴（多渴）。此外，在細胞缺乏葡萄糖的情況下，食慾會受到刺激，導致過度進食（多食）。

## 診斷
糖尿病可經由測量血糖的方式來診斷。若符合以下其中一項標準，即可診斷為糖尿病：
- 食用早餐前或至少8小時禁食後空腹血糖 ≥ 7.0 mmol/L（126 mg/dL）
- 口服75克葡萄糖后2小时血浆葡萄糖 ≥ 11.1 mmol/L（200 mg/dL）
- 糖化血红素 (HbA1C) ≥ 48 mmol/mol（≥6.5%）[89]

| 条件         | 餐后两小时血糖  | 空腹血糖                   | HbA1c   |
| ------------ | --------------- | -------------------------- | ------- |
|              | mmol/l（mg/dl） | mmol/l（mg/dl）            | %       |
| 正常         | <7.8（<140）    | <6.1（<100）               | <5.7    |
| 空腹血糖障碍 | <7.8（<140）    | ≥6.1（≥100）& <7.0（<126） | 5.7–6.4 |
| 糖耐量受损   | ≥7.8（≥140）    | <7.0（<126）               | 5.7–6.4 |
| 糖尿病       | ≥11.1（≥200）   | ≥7.0（≥126）               | ≥6.5    |

為了得到準確的診斷結果，若受試者沒有明顯的高血糖，那麼第一次測試後應在不同的日子再測試一次。建議優先測量空腹血糖水平，因為它較為簡捷。
根據世界衛生組織的標準，空腹血糖6.1-6.9 mmol/L（110-125 mg/dL）可認定為空腹血糖障礙。口服75克葡萄糖後2小時血漿葡萄糖等於或大於7.8 mmol/L（140 mg/dL），但不大於11.1 mmol/L（200 mg/dL），則可認定為糖耐量受損。與前者相比，出現後一種情況的人士較有機會於日後確診糖尿病及其他心血管疾病。美國糖尿病協會（ADA）自2003年起把空腹血糖障礙定義為空腹血糖5.6-6.9 mmol/L（100-125 mg/dL）。糖化血红素比空腹血糖及口服糖耐量试验更能準確預測日後的心血管風險。

## 預防
一型糖尿病尚沒有有效預防措施。不過，針對胰島的自體免疫和多種抗體都能有效預測一型糖尿病的發病。 二型糖尿病則能有效預防或延緩其發病，手段包括維持正常體重、多運動、養成均衡飲食習慣。高水平的身體運動（每天多於90分鐘）能減少糖尿病的風險約28%。日常飲食上多選擇全穀物及富含膳食纖維的食物，並以多不飽和脂肪酸取代反式脂肪及飽和脂肪也有助預防二型糖尿病。限制含糖飲料和減少進食紅肉等含較高飽和脂肪的食物也有益處。吸煙跟患上糖尿病及其併發症的風險增加有關，因此戒烟也是預防手段之一。
二型糖尿病及可控的相關風險因子（過重、不均衡的飲食、缺乏運動、吸煙）跟整體社會環境有關，像全球化、城市化、人口老化、衛生政策般的環境因子都會影響整體人口患上糖尿病的風險。

## 共病
糖尿病患者的共病會顯著提升醫療及相關成本。與非糖尿病患者相比，他們的呼吸道、尿道、皮膚受到感染的風險較高。此外他們也更有可能患上动脉粥样硬化、高血壓、慢性腎病。因此，他們需要醫療介入的風險較高。糖尿病患者也較有機會患上2019冠状病毒病。
一型糖尿病患者患上其他自體免疫性疾病的風險較高。2-16%的一型糖尿病患者患有乳糜泻。

## 管理
糖尿病的管理核心為盡量把血糖控制及維持在正常水平，同時盡可能避免低血糖。要達到上述目標，則需要調整飲食習慣、恆常運動、維持適當的體重、使用合適藥物（胰島素及口服降血糖藥）。
此外，患者對糖尿病的認識和治療依從性也會對治療效果產生影響，因為血糖控制良好之人士出現併發症的機會顯著較低；即使出現併發症，嚴重程度也不及控制不佳者。治療目標是把A1C水平控制在7%以下。此外，吸煙、高血壓、代謝症候群、肥胖、缺乏體力運動等健康問題會加深糖尿病對健康的負面影響，因此治療的其中一環就是監察和處理該些問題。穿著減輕足部壓力的特製鞋子能減少糖尿病足潰瘍的風險。糖尿病患者應每年接受一次足部檢查。
嚴重精神障碍患者的2型糖尿病自我管理介入效果尚不明確，缺乏研究證明適用於其他人群的介入是否也適用於該子群體。

### 生活方式
糖尿病患者可以從衛教中獲益。他們應從中了解到有關糖尿病及其治療方式的知識。此外，因為糖尿病患者有較大風險患上心血管疾病，故他們應透過調整生活的方式來控制血壓。
減重能夠預防糖尿病前期人士進一步發展成二型糖尿病、減少患上心血管疾病的風險、改善A1C水平。並非所有糖尿病患者都適合採用某種特定的膳食模式。最常推薦的健康膳食模式有地中海飲食、限制碳水化合物攝取量的飲食、得舒飲食、低脂饮食，不過證據上並不支持「其中一款較好」的說法，但它們的共通點是把重心放在攝取全穀物、非澱粉類蔬菜、水果、豆類、堅果、低脂乳製品上，同時減少進食紅肉、添加糖、精製穀物。美國糖尿病協會指出「對糖尿病患者而言，減少整體碳水化合物攝取量是得到最多證據支持的改善血糖方法」；對於無法達到血糖目標或需減少降糖藥物的二型糖尿病患者而言，可採用低至極低碳水化合物飲食模式來協助達到目標。對伴隨過重問題的二型糖尿病患者而言，任何有助減重的飲食模式都是有效的。
2020年，考科藍上的一篇系統性綜述探討了非營養型甜味劑在跟糖、安慰劑、營養性甜味劑（塔格糖）比較之下，對糖尿病的影響。結論是非營養型甜味劑對糖化血紅素、體重、不良事件的影響尚不明確。該綜述所納入的研究並沒有就健康相關的生活質量、糖尿病併發症、全因死亡率、社經影響作進一步調查。

### 藥物

#### 抗糖尿病藥
大多數用於治療糖尿病的藥物都會降低血糖水平。糖尿病患者若維持嚴格的血糖控制，把血糖盡量控制在正常水平，那麼出現併發症的機會就越低。但有關目標是否適用於較年老的患者及相關成本效益仍有爭議，尤其是考慮到低血糖事件对上述群體存有較高風險的情況下。
抗糖尿病藥能夠再細分成多種類型。一型糖尿病患者須接受胰岛素治療。若沒有特殊情況，一般建議他們應同時選用基礎胰島素和餐前胰島素，用以模擬正常人體分泌胰島素時的情況。二型糖尿病一般以口服二甲双胍等降糖藥的方式控制，不過也有人最終需透過注射胰岛素或GLP-1受体激动剂的方式來控制血糖。
二甲双胍是二型糖尿病的一線治療藥物。良好證據顯示它有助降低死亡風險。它能減少肝臟的葡萄糖生成，增加外周組織的葡萄糖儲存總量。其他藥物也有助令二型糖尿病患者的血糖降低，它們的作用各有不同——例如磺酰脲类能增加胰島素供應；阿卡波糖會阻礙消化道吸收糖份；DPP-4抑制剂能抑制二肽基肽酶-4（DPP-4），從而增加胰高血糖素样肽-1（GLP-1）和葡萄糖依赖性促胰岛素多肽（GLP）的分泌；噻唑烷二酮類能增加體細胞的胰島素敏敏性；SGLT2抑制剂能增加尿液中的葡萄糖總量。二型糖尿病患者一旦需接受胰島素治療，一般先會安排長效胰島素，同時也需繼續使用口服藥物。然後若他們的血糖仍沒達到目標水平，則需加大胰島素劑量。

#### 控制血壓
心血管疾病是跟糖尿病有關的嚴重併發症。截至2019年，大多國際指引建議糖尿病患者的血壓水平應低於140/90 mmHg。2016年的系統性綜述發現低於140 mmHg的治療目標具有潛在傷害性。之後美國糖尿病協會（2024）和欧洲心脏病学会（2024）皆根據證據，建議若患者身體能接受，則應把目標設定為低於130/80 mmHg。兩者皆表示這一建議的主要考慮點包括中風風險及國際指引對一般人的要求。
2015年美國糖尿病協會建議糖尿病患者若合併出現白蛋白尿，則應使用腎素-血管張力素系統抑制劑，以減少日後發展成末期腎病及出現心血管事件的風險。有證據表明血管紧张素转换酶抑制剂（ACEIs）比血管紧张素II受体拮抗剂（ARBs）和阿利吉崙更能預防心血管疾病。但後來（2016年）的系統性回顧發現ACEIs和ARBs的在預防心血管疾病和腎病上的效果接近。沒有證據證明ACEIs和ARBs聯合使用的效果更佳。

#### 阿司匹林
为預防糖尿病患者併發心血管疾病而使用阿司匹林是有爭議的。一些研究者支持若屬心血管疾病高風險群體，則應使用阿司匹林。不過若只患有糖尿病而沒伴隨其他風險因素，持續使用阿司匹林並沒有改善效果。2015年，美國糖尿病協會表示對具心血管疾病中度風險的糖尿病患者（10年內出現心血管疾病的風險為5–10%）而言，使用低劑量阿司匹林是合理的。英國國家臨床卓越研究院的指引則建議若一型或二型糖尿病患者沒有伴隨已知的心血管疾病，則不應使用阿司匹林。

### 手術
对伴有肥胖問題的二型糖尿病患者而言，減肥手術是有效的治療措施。很多患者術後只需使用少量藥物就能把血糖控制在正常水平，甚至能完全停藥，他們的長期死亡率也會降低。不過手術的短期死亡風險為<1%。BMI>30-35者應考慮進行減肥手術。
部分合併嚴重糖尿病併發症的一型糖尿病患者可能会進行胰臟移植手术，例如合併末期肾病，需接受腎臟移植的患者可能在手術期間一併接受胰臟移植。
約3成糖尿病患者受糖尿病周邊神經病變影響。若周邊神經病變之上亦出現神经压迫综合征，那麼便可以神經減壓術來治療。因為大多周邊神經病變的影響可歸因於周围神经系统在結構上受壓迫，而非病變本身的影響。減壓術與疼痛量表數值下降、兩點辨別覺提升、減少截肢風險等良好結果有關。

### 自我管理與支援
在英國等地區，糖尿病的基礎護理主要由醫院外的一般科醫師跟進。而醫院內的專科醫師則只負責血糖難以控制的個案、併發症管理、進行相關研究項目。其他情況下一般科醫師和專科醫師會以團隊形式合作提供護理服務。證據顯示社會處方模式能略為改善二型糖尿病患者的血糖控制。家居遠距醫療支援也是有效的。
使用電腦軟件來教育二型糖尿病患者進行自我管理也能幫助控制血糖。該些軟件會收集患者輸入的數據，然後產生個人化回應，促進自我管理。不過沒有證據證明它們對膽固醇、血壓、體能運動等其他健康指標的影響。

## 流行病學

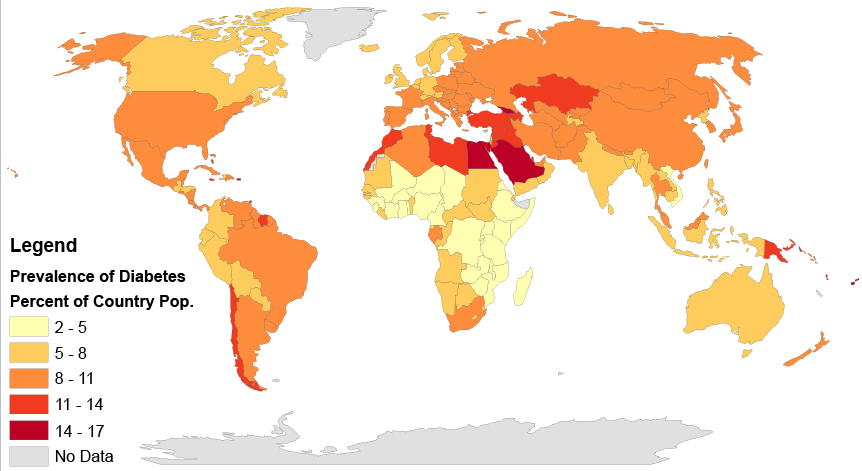
世界各地的糖尿病盛行率（2014年）

世界各地每百萬人的糖尿病死亡率（2012年）
28–91
92–114
115–141
142–163
164–184
185–209
210–247
248–309
310–404
405–1879

在1990年至2022年期間，全球確診糖尿病的人數呈上升趨勢——由約2億人升至8.3億人。在2022年，約14%成年人口受糖尿病影響，比1990年的7%多。一些數據顯示男女患病率接近，但男性在很多地區佔了二型糖尿病患者的多數，這可能是因為胰島素敏感性下降、肥胖、高血壓等風險因子存有性別差異。
世界衛生組織表示在2021年，全球有約160萬人直接死於糖尿病，在死亡原因中位居第八位。另外，由它引起的腎病變也使530,000人死亡，與高血糖相關的心血管疾病佔了整體心血管疾病死亡個案的11%，它們常會在死亡證明上被視為直接死因，因此有可能不把糖尿病的影響計算在內。例如國際糖尿病聯合會在2025年估計全球有340萬人因糖尿病及糖尿病相關併發症而死亡，此一估計把沒經確診的糖尿病個案及糖尿病增加的併發症風險也考慮在內。
高收入國家的糖尿病盛行率高於中收入及低收入國家。不過在1990年至2022年期間，低收入及中收入國家的糖尿病盛行率上升幅度較大。約79%糖尿病患者生活在低收入及中收入國家。低收入國家約73%的糖尿病相關死亡個案在患者60歲前發生。預計在2024年至2050年期間，非洲地区的糖尿病盛行率会上升142%。發展中國家的糖尿病盛行率上升與該些國家需要體力勞動的工作減少，坐式生活型態及西方膳食模式日漸盛行的趨勢相符。預計在2024年至2050年期間，全球糖尿病個案數目會增加17%。2024年，多於33%的美國人口處於糖尿病前期階段。

## 歷史
糖尿病是最早被紀錄的一系列疾病之一。公元前約1500年的一份古埃及手寫本便提到「排尿量過多」。《埃伯斯纸草卷》建議若出現上述情況，則應喝一杯特製飲料。利奥尼德·波列茨基（Leonid Poretsky）等研究者相信第一批得到紀錄的個案是患上一型糖尿病。同一時期的印度醫師則以「蜜糖尿」（madhumeha）稱之，並表示病人的尿液會吸引螞蟻注意。
公元前230年，古羅馬的阿莱泰乌斯首次以「diabetes」稱呼該疾病。羅馬帝國時期的盖伦表示這一疾病十分罕見，他在從業後也只遇過兩宗病例。這一觀察可能源於古代的生活方式令人較少患上糖尿病，或糖尿病需經長時間發展才會出現臨床症狀。盖伦後把它命名為「瀉尿」（diarrhea urinosa）。
活躍於公元前2或3世紀的醫師阿莱泰乌斯則留下已知最早的糖尿病詳細紀錄。他在紀錄中描述了該疾病的症狀和病程，之後根據當時普遍的普纽玛觀念，認為該病是因濕氣和寒氣過重所致。除此之外，他也假設該疾病跟其他疾病有關，並寫下如何區分糖尿病和同樣會導致過度口渴的蛇咬。1552年，他的著作被翻譯成拉丁文後，西方社會才廣為得知他的上述紀錄。
公元400-500年，印度醫師妙闻和揭羅迦首度提出把糖尿病分成兩類的概念，他們表示其中一種跟年輕有關，另一種則跟過重有關。直到1921至1922年期間弗雷德里克·班廷和查尔斯·赫伯特·贝斯特成功分離和純化胰島素後，糖尿病患者才獲得有效的治療手段。1946年，NPH胰島素面世。

### 詞源
「diabetes」一詞源自拉丁语，後者為古希腊语「διαβήτης」的翻譯，意思是「虹吸管」。阿莱泰乌斯因該病會出現「過份排尿」的情況，而借用該用語代指此一現象。而它本身則由古希腊语演變而來，意思是「穿過」。後者為（通過）和（前往）之組合。
而「mellitus」同樣源自拉丁文，意指「以蜂蜜加甜」或「蜂蜜的甜味」。它的前半部分為的變體，意指蜂蜜、甜味、愉快的事物。字尾與英語字尾「-ite」的意思相同。1675年，托马斯·威利斯在發現病人的尿液帶有甜味後，決定在「diabetes」後方加入「mellitus」，以此作為該疾病的正式用語。
中國古代醫學文獻上的消渴、三消、消証的多種表現跟糖尿病接近，但它們也可能是在描述尿崩症。如《黃帝內經》便提及「消渴」及它類似糖尿病的症狀。19世纪中期至20世纪初的中英文字典常把「diabetes」同时解作尿崩症和糖尿病，例如麦都思的《英漢字典》（1847-1848）把它譯为「尿痳」（尿崩症）；合信的《醫學英華字釋》（1858）把它解作「溺太多味变甜」（尿崩症與糖尿病）。之後亦有淋甜尿症、糖尿症、消渴溺甜、痟等譯法，但條目上會跟尿崩症的譯名痟尿淋症或尿崩合併。1915年的《辞海》則視辭典中收錄的「糖尿病」在英語中能翻成「diabetes」。1921年科學名詞編訂館在報告中決定把「diabetes insipidue」（使用了錯誤拼法，正確拼法為「insipidus」）專門翻譯成尿崩病，而「diabetes mellitus」則譯成糖尿病。日本也曾使用消渴來形容該病。之後在19世紀以「蜜尿證」或「蜜尿病」稱之，到了1907年第四屆日本內科學演講會則決定統一使用「糖尿病」。

## 社會與文化
1990年，國際糖尿病聯合會歐洲辦事處和世界衛生組織歐洲辦事處發起的《聖文森宣言》皆在讓歐洲各地提升有關糖尿病的認識，並提升護理質素，減少併發症的盛行率。該宣言也認為歐洲各地應建立「針對糖尿病的監測和控制系統」及計劃。之後多個歐洲國家開始設立不同的糖尿病國家項目，以促進有關糖尿病的教育、護理、預防。

### 污名
糖尿病污名是指對糖尿病患者的負面態度、偏見、歧視。出現這種污名的一部分原因在於人們認為糖尿病只是患者過去飲食不節制，不想養成良好的生活習慣所出現的後果，忽略了個人健康也受基因和社會因素影響。生活在不同地方的人都有機會面對這一污名，影響求婚、就業、社會地位等各方面。
針對糖尿病患者的污名跟心理困擾強烈相關。針對二型糖尿病患者的污名則跟A1C水平上升、抑鬱症狀、糖尿病相關困擾低至中度相關。截至2023年，有關一型糖尿病患者面對的污名跟心理困擾之間的關係的研究相對缺乏。

### 與社經因素的關係
社會因素會影響糖尿病患者的疾病管理。低社經地位跟糖尿病患者的血糖管理欠佳和併發症風險有關。而至少在一型糖尿病人當中，全民醫保不能消除這一差異。低社經地位的二型糖尿病患者的平均A1C水平高於高社經地位的患者，他們也較高機會併發糖尿病視網膜病變等併發症。大多於美國進行的研究顯示工作不穩、輪班制、失業與患上糖尿病的風險增加有關。二型糖尿病亦跟完全退出勞動市場有關，一型糖尿病則無關。不過大多研究沒有調查併發症及共病在退出勞動市場方面的角色。

### 命名
一型糖尿病的舊名為幼年糖尿病和胰島素依賴型糖尿病。二型糖尿病的舊名則為非胰島素依賴型糖尿病和成人糖尿病。自1980年代開始，糖尿病在華語地區又被視為富貴病，原因是當時中國大陸經濟發展剛起步，因此糖尿病主要在富裕階層中出現。

## 其他動物的糖尿病
爬行类动物和其他哺乳類動物也會患上糖尿病。鳥類因為對血糖水平上升的耐受性高，故不會患上該病。两栖类动物有可能會患上糖尿病，但相關證據不充分。
貓狗為人類以外較常患上糖尿病的動物。當中又以中年貓狗較受該病影響。雌性狗隻比雄性更易患上糖尿病，至於貓隻則可能相反。一些狗隻品種（如贵宾犬）較其他品種更易受糖尿病影響。緬甸貓、俄羅斯藍貓、阿比西尼亚猫、挪威森林貓較其他貓種更易糖尿病影響。超重也是牠們患上糖尿病的風險因子。
牠們患上糖尿病後，可能出現多尿及脱水等問題，但亦有可能沒出現任何症狀。牠們較不容易出現常見於人类的糖尿病長期併發症。管理方式（減重和使用抗糖尿病藥）則跟人類接近。

## 延伸閱讀
- Polonsky KS. . New England Journal of Medicine. 2012, 367 (14): 1332–40. PMID 23034021. doi:10.1056/NEJMra1110560.

## 外部連結
- 糖尿病 （页面存档备份，存于）
- 美国亚裔糖尿病研进会 （页面存档备份，存于）
- 英国糖尿病协会 （页面存档备份，存于）
- 香港糖尿聯會 （页面存档备份，存于）
- 北京协和医院糖尿病的自我检测
- 財團法人天主教康泰醫療教育基金會 （页面存档备份，存于）